# Józef Sołtyk (zm. 1803)

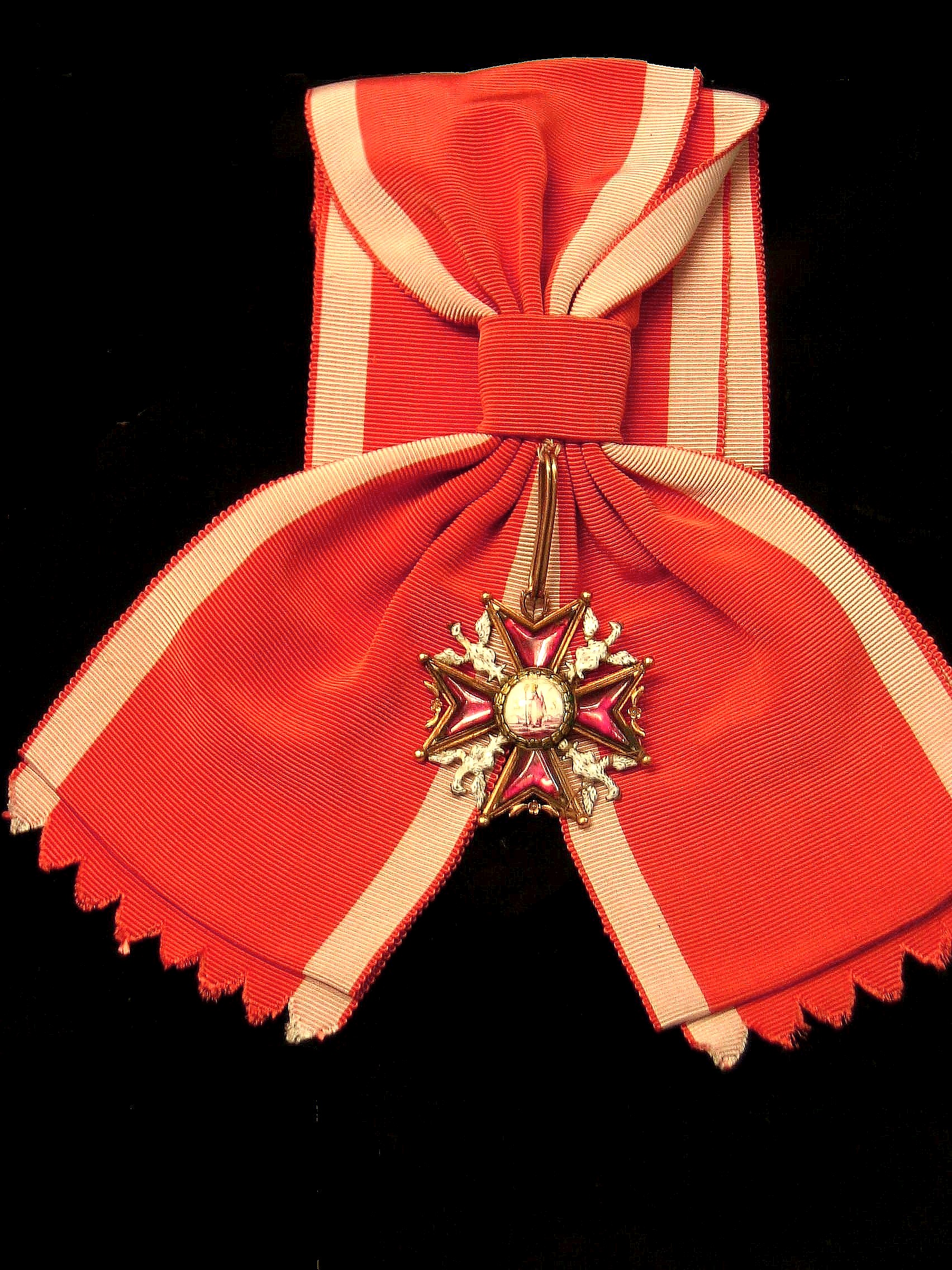
Order Świętego Stanisława

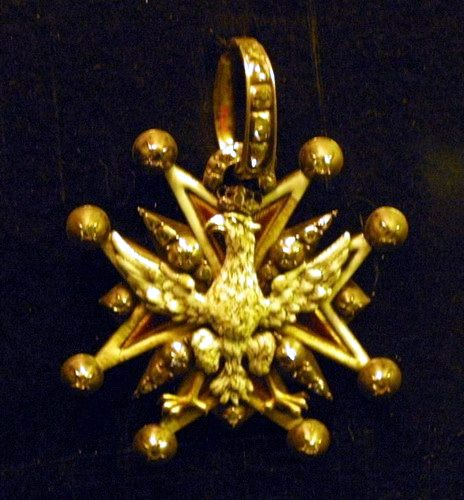
Order Orła Białego w XVIII w. (awers)

Józef Sołtyk herbu własnego (ur. ok. 1750, zm. 1803) – kasztelan małogoski, ostatni kasztelan zawichojski.

## Rodzina
Pochodził z polskiego rodu szlacheckiego herbu własnego (herbu Sołtyk), wywodzącego się według tradycji z Prus Królewskich.
Był najstarszym synem kasztelana warszawskiego Macieja i w VIII pokoleniu potomkiem Mikity (Mikołaja) Sołtyka. Obrazuje to poniższy schemat:
- Mikołaj (Mikita Sołtyk), potomek Gleba, księcia Sołtykowa 
  - Iwan Mikitycz Sołtyk (Jor)[2]
    - Piotr Iwanowicz Sołtyk
      - Bazyli Sołtyk, podczaszy czernihowski
        - Aleksander Nikodem Sołtyk, cześnik bracławski
          - Józef Franciszek Sołtyk (zm. 1735), kasztelan bełski i lubelski
            - Maciej Sołtyk (zm. 1780), kasztelan warszawski
              - Józef Sołtyk (zm. 1803), kasztelan małogoski i zawichojski

Był bratem Macieja Kajetana, sekretarza w. koronnego i Stanisława, senatora oraz marszałka Sejmu Księstwa Warszawskiego. 

## Kariera
- początki edukacji odbierał pod opieką stryja biskupa krakowskiego Kajetana Sołtyka,
- ok. 1780 – poślubił Józefę z Urbańskich h. Nieczuja, zamieszkał w dziedzicznej wsi Piastów[3],
- 1782 – towarzyszył w podróży do Kielc swemu choremu stryjowi Kajetanowi, był jego opiekunem[4] i zarządzał majątkiem biskupa. Zapewne dzięki zarządzaniu dobrami stryja zdołał zgromadzić znaczny majątek,
- 9 sierpnia 1784 – dzięki bratu Stanisławowi został mianowany kasztelanem małogoskim[5],
- 1785 – otrzymał Order Świętego Stanisława[6],
- 30 września 1786 – postąpił na kasztelanię zawichojską,
- w czerwcu 1787 na zaproszenie wojewody sandomierskiego Macieja Sołtyka, brata stryjecznego ojca, przebywał w jego dobrach, aby wraz z innymi członkami rodziny Sołtyków powitać króla Stanisława Augusta Poniatowskiego, który 10 czerwca 1787 roku, w drodze powrotnej ze spotkania z Katarzyną II w Kaniowie, odwiedził wojewodę Macieja Sołtyka i został podjęty w jego pałacu w Kurozwękach  wystawnym obiadem z muzyką i salwami artylerii oraz wydanym na cześć króla balem i koncertem[7],
- 7 września 1787 – otrzymał Order Orła Białego[8],
- był członkiem konfederacji Sejmu Czteroletniego[9], nie zaznaczył się jednak w obradach[10],
- 30 lipca 1792 - podpisał Akt Konfederacji Województwa Sandomierskiego w Radomiu, przystępując do konfederacji targowickiej[11],
- złożył przysięgę wierności konfederacji targowickiej[12].
- Zmarł w roku 1803.

Ze związku z Józefą Urbańską pozostawił dwóch synów: Franciszka Macieja Stanisława i Leona Kaliksta oraz córkę Barbarę Matyldę. Według Żychlińskiego miał także córki: Joannę, Maryannę i Judytę.